# Rita Pavone
Rita Pavone (Turijn, 23 augustus 1945) is een Italiaans zangeres en actrice. In de jaren 1960 had ze veel succes in Italië en daarbuiten. Ze verscheen tijdens haar carrière in verschillende films en was vaak te zien in het theater, vooral in latere jaren. Ze presenteerde ook verschillende programma's op de Italiaanse televisie.
In 1962 won ze een talentenjacht op de televisie. Haar eerste album (Rita Pavone) had de hitsingle La partita di pallone die haar op 17-jarige leeftijd een nationale ster maakte, internationaal succes volgde. Pavone was een frequente muzikale gast in de Ed Sullivan Show op de Amerikaanse televisie. Intussen scoorde Pavone hits met ballads en rocksongs in Spanje waar ze een tieneridool werd.
Ze begon ook aan de verovering van Duitsland en scoorde er enkele hits als Wenn ich ein Junge wär, Kiddy Kiddy kiss me (met Paul Anka; later in 1982 opnieuw een hit voor Highway) en Arrivederci Hans (dat later weer bekend werd door Laura Lynn).
Ze trouwde in 1968 met de Italiaanse zanger Teddy Reno.
In de Verenigde Staten zong ze aan de zijde van Diana Ross & The Supremes, Ella Fitzgerald, Tom Jones en Duke Ellington.
Toen ze terugkeerde naar Italië werd ze een actrice en speelde in verschillende films en televisieprogramma's mee.
In 1992 keerde ze terug naar de Verenigde Staten en zong op concerten met Whitney Houston en Frank Sinatra.
Pavone en Reno wonen nu in Chiasso, Zwitserland en hebben twee kinderen (Alessandro en Giorgio).

## Filmografie
- 1965: Rita, la figlia americana – Regie: Piero Vivarelli
- 1966: Rita la zanzara – Regie: Lina Wertmüller
- 1967: Non stuzzicate la zanzara – Regie: Lina Wertmüller
- 1967: Little Rita nel West
- 1967: La feldmarescialla – Regie: Stefano Vanzina
- 1975: Due sul pianerottolo – Regie: Mario Amendola

## Discografie

### Albums
- 1963: Rita Pavone (heruitgegeven op cd in 2003)
- 1964: Small Wonder
- 1964: Non e' facile avere 18 anni
- 1964: Rita Pavone - The international teen age sensation
- 1965: This is Rita Pavone
- 1965: Gian Burrasca
- 1965: Il giornalino di Gianburrasca
- 1965: Stasera Rita
- 1965: La 'vostra' Rita
- 1966: E' nata una stella (compilatie)
- 1967: Ci vuole poco
- 1968: Little Rita nel West
- 1968: Viaggio a Ritaland
- 1969: Rita Pavone presenta Pierino e il lupo / Storia di Babar l’elefantino
- 1970: Rita 70
- 1970: Gli italiani vogliono cantare
- 1971: Ciao Rita
- 1975: Rita per tutti
- 1976: Rita ed io
- 1979: Rita e l'anonima ragazzi
- 1980: R.P. 80
- 1985: Dimensione donna
- 1989: Gemma e le altre
- 1993: Rita Is Magic
- 1997: Nonsolonostalgia
- 2013: Masters

### Singles
- 1963: Cuore
- 1963: Alla mia età
- 1963: Viva la pappa col pomodoro - in 2015 gebruikt in een commercial van Heineken getiteld Open your World
- 1963: Come te non c'è nessuno
- 1963: La partita di pallone
- 1963: Il ballo del mattone
- 1963: Cuore
- 1963: Wenn ich ein Junge wär
- 1963: Datemi un martello
- 1964: Non e' facile avere 18 anni
- 1964: Che m’importa del mondo
- 1964: Mein Jack, der ist zwei Meter groß
- 1964: Scrivi
- 1964: Remember Me
- 1964: Ti vorrei parlare
- 1964: Peppino aus Torino
- 1965: Kiddy Kiddy Kiss Me (met Paul Anka)
- 1965: Stasera con te
- 1965: Lui
- 1965: Viva la pappa col pomodoro
- 1965: Ich frage meinen Papa
- 1965: Supercalifragilistic-espiralidoso
- 1965: Plip
- 1966: Fortissimo
- 1966: La zanzara
- 1966: Solo tu
- 1966: Qui ritornerà
- 1966: Il geghegè
- 1966: Heart
- 1967: Questo nostro amore
- 1967: Una notte intera
- 1967: You Only You
- 1967: Gira gira
- 1967: Pippo non lo sa
- 1968: Arrivederci Hans
- 1968: Il mondo nelle mani
- 1968: Alle Männer sind nicht so
- 1969: Heut’ lad ich mir die Cartwrights ein
- 1969: Zucchero
- 1969: Bene Bene Bene
- 1970: Oma, Mama, Bambola
- 1970: Stai con me
- 1971: La suggestione
- 1972: Bonjour la France
- 1977: My Name Is Potato
- 2020: Niente (Resilienza 74)